# Phyllis Bartholomew
Phyllis Bartholomew (verheiratete Braz; * 19. April 1914; † 26. Januar 2002) war eine britische Weitspringerin.
1934 siegte sie für England startend bei den British Empire Games in London mit 5,47 m.
Von 1932 bis 1934 wurde sie dreimal in Folge Englische Meisterin. Ihre persönliche Bestleistung von 5,69 m stellte sie am 9. Juli 1932 in London auf.